# Поверхность Лиувилля
Поверхность Лиувилля ― поверхность, уравнения геодезических линий которой допускают нетривиальный квадратичный интеграл, то есть квадратичную форму {\displaystyle a}, отличную от метрического тензора поверхности, такую что для любой геодезической {\displaystyle \gamma (t)},
{\displaystyle a({\dot {\gamma }}(t),{\dot {\gamma }}(t))=const}
Названы в честь Жозефа Лиувилля.

## Примеры
- Поверхность постоянной гауссовой кривизны.
- Центральносимметричные поверхности второго порядка.

## Свойства
- Для того чтобы поверхность допускала геодезическое отображение на плоскость, необходимо и достаточно, чтобы она являлась поверхностью Лиувилля (теорема Дини).
- Если поверхность допускает сеть Лиувилля, то она является поверхностью Лиувилля.